# Österreichische Nordwestbahn
A k.k. privilegierte Österreichische Nordwestbahn (ÖNWB)  egy magán vasúttársaság volt az Osztrák–Magyar Monarchiában. A társaság fővonala összekötötte Bécset Mittelgrunddal, amellett elvezetett a majdani osztrák-szász határra. A vasútvonalat 1909-ben államosították.

## Története

### Előzménye
Raphael Foges a k.k. priv. Kaiser-Ferdinands-Nordbahn (KFNB) igazgatójának a javaslatára egy szárnyvonalat építettek Floridsdorf és Stockerau között. 1838. október 30-án a KFNB előkoncessziót kapott a vonal megépítésére. 1841. július 26-án ment végig az első vonat a KFNB PATRIA nevű mozdonyával az egyvágányú pályán Stockerauig.
Több német üzleti társaság is tervezte az 1860-as évek végéig a közvetlen vasúti összeköttetést Berlin és Bécs között Liberec Reichenbergen át. Ausztria is akart egy rövid összekötő vonalat a Bécstől a Balti-tengeri és Északi-tengeri kikötők felé vezető pályától mely bekapcsolná a Közép-Csehországi szénbányákat és cukorgyárakat. Így több más vasúttársaság is szállíthatna, s függetlenné válhatnának a szállítók a StEG-ztől.
1865-ben a k.k. priv. Süd-Norddeutsche Verbindungsbahn (SNDVB) megkezdte a munkák előkészítését, de több konkurense is akadt, különösen a StEG. 1867-ben több más pályázó egyesült és a kapott koncessziót a vasút megépítésére Bécsből Jungbunzlauig szárnyvonallal Pardubicebe és Trautenauba.

## Törzshálózat (A hálózat)

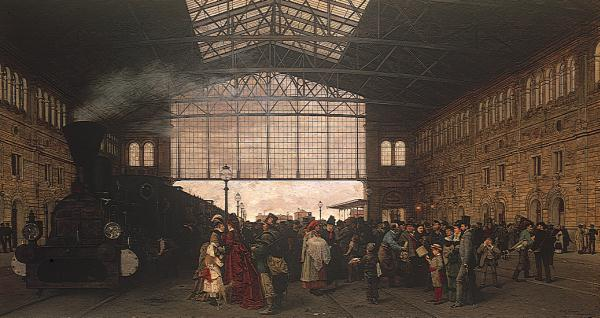
Der Nordwestbahnhof in Wien (1875)

1868. szeptember 8-án koncessziót kapott egy vasút megépítésére és üzemeltetésére „Oesterreichische Nordwestbahn“ (Osztrák Északkeleti Vasút) néven Hugo Fürst Thurn und Taxis, Franz Altgraf Salm-Reifferscheid-tól, Louis von Haber és Friedrich Schwarz továbbá a Aktiengesellschaft der Süd-Norddeutschen Verbindungsbahn. A koncesszió tartalma egy gőzmozdonyüzemű vasút megépítése Bécstől indulva Znaim, Iglau, Deutschbrod, Czaslau és Kollin-on át Jungbunzlauig szárnyvonalakkal Zanimtól a Franz Josephsbahn-hoz, Deutschbrod-tól Pardubitzéig és egy megfelelő ponton a Kollin-Jungbunzlauer vonalhoz csatlakozva Trautenau felé. A koncesszió része volt még egy vonal megépítésének lehetősége Jungbunzlau és Bakow között és ott direkt összeköttetést létesíteni a Böhmischen Nordbahn vonalával.
A pályát egyvágányúnak épült, azonban minden hidat és alagutat úgy kellett megépíteni, hogy később kétvágányúvá bővíthessék. Az Közlekedési Minisztérium csak akkor írta elő a második vágány megépítését, ha a nyereség két egymást követő évben meghaladja a 120000 Ft/mérföldet. A befektetett tőke megtérülését a koncesszió 90 éve alatt 5 % garantált kamattal tervezték fenntartva a jogot, hogy 30 év elteltével az állam bármikor megválthassa.
Az Österreichische Nordwestbahn-Gesellschaft (ÖNWB)–t 1870. július 26-án alapították 25 millió Ft törzstőkével. 89089 db részvényt bocsátottak ki 200 Ft névértéken.
A Jedlesee–Stockerau vasútvonalat 1871-ben az ÖNWB megvásárolta a Kaiser Ferdinands-Nordbahn (KFNB)-től. Az ÖNWB koncessziója erre a szakaszra 1871. június 29-én lépett életbe.
A törzshálózat megnyitási dátumai
- 1869. december 6.: Kolín–Goltsch-Jenikau
- 1870. október 29.: Kolín–Jungbunzlau
- 1870. december 21.: Groß Wossek–Wostromer
- 1870. december 21.: Parschnitz–Pelsdorf
- 1870. december 21.: Goltsch-Jenikau–Deutschbrod
- 1871. január 25.: Deutschbrod–Iglau
- 1871. április 23.: Iglau–Znaim
- 1871. június 1.: Deutschbrod–Pardubitz
- 1871. június 1.: Wostromer–Pelsdorf
- 1871. július 1.: Jedlesee–Stockerau (Kauf, eigentliche Eröffnung 26. Juli 1841)
- 1871. október 1.: Pelsdorf–Hohenelbe
- 1871. november 1.: Znaim–Stockerau
- 1871. december 17.: Wostromer–Jitschin
- 1871. december 17.: Trautenau–Freiheit
- 1872. július 1.: Jedlesee–Wien Nordwestbahnhof
- 1872. július 1.: Zellerndorf–Sigmundsherberg

## Kiegészítő hálózat (B hálózat)
Végül a Bécs-Jungbunzlau összeköttetés nem járult hozzá jelentősen a regionális kapcsolatok fejlődéséhez. A Szász Királyságnak koncessziója volt a Böhmische Nordbahn folytatására észak felé, így az eredeti terv egy nagykapacitású fővonalról Berlin és Bécs között torzó maradt.
Az Österreichische Nordwestbahn ezért kérte, hogy saját közvetlen összeköttetés létesíthessen a Szász Királyi Államvasutakkal és a Porosz Államvasutakkal. Ezután 1870. június 25-én koncesszió kapott a kiegészítő hálózatra, habár ez a fővonal állami garanciája kizárta. Fizetési kötelezettsége erre a második pályára csak akkor volt, ha az egyéves bruttó nyereség 180.000 gulden per mérföldet meghaladta.
A kiegészítő hálózat legjelentősebb kapcsolata az Elbetalbahn (Elba völgyi vasút)–nak nevezett (Nimburg-Mittelgrund) volt, amely a közvetlen északi kapcsolatot biztosítja. Mivel itt Szászország elutasította a közvetlen folytatást a birodalmi határon át, az új vonalat a határ közelében a cseh Mittelgrund állomásnál kötötték össze a meglévő, határokon átnyúló grenzüberschreitende Drezda–Děčín-vasútvonallal. Egy másik fontos vonal a Chlumec nad Cidlinou–Międzylesie-vasútvonal volt, amely közvetlen kapcsolatot biztosított az ÖNWB és a porosz vasúti hálózat között Sziléziában.
A kiegészítőhálózat vonalainak megnyitása
- 1873 október 4. : Nimburg–Lissa an der Elbe
- 1873 október 4. : Königgrätz–Chlumetz
- 1874 január 1.: Lissa–Schreckenstein
- 1874 január 1.: Aussig an der Elbe–Schreckenstein
- 1874 január 14.: Königgrätz–Lichtenau-Wiegstadtl
- 1874 szeptember 10.: Korneuburg–Donaulände
- 1874 október 5.: Geiersberg–Wildenschwert
- 1874 október 5.: Schreckenstein–Tetschen–Mittelgrund (B)
- 1874 október 15.: Lichtenau–Mittelwalde
- 1880 január 1.: Schleppbahn Laube–Tetschen
- 1890 március 1.: Wien–Donaukai

## Működése

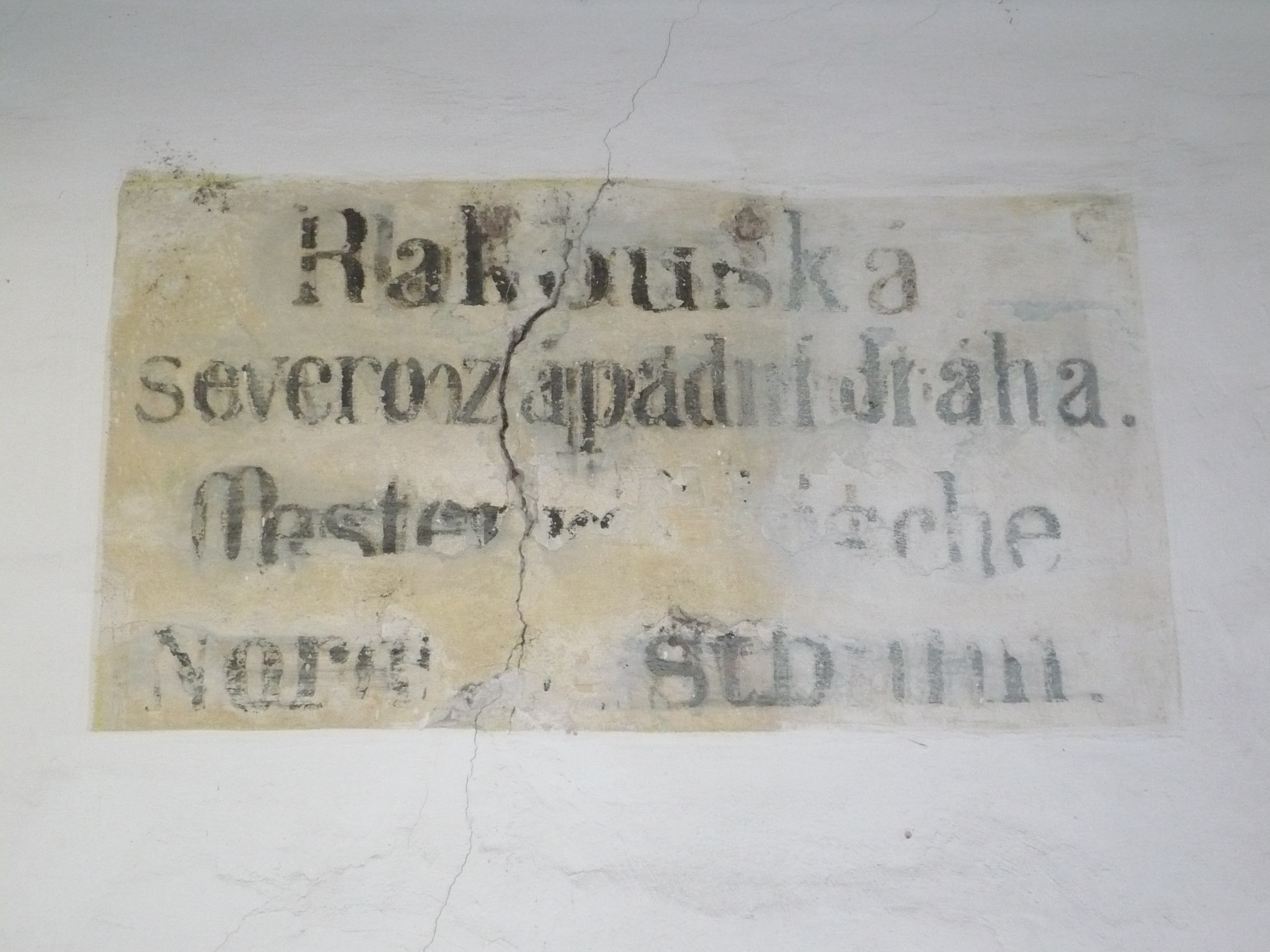
Zweisprachige Aufschrift „Rakouská severozápadní dráha“ / „Oesterreichische Nordwestbahn“ in der Halle des Bahnhofes Praha-Vysočany (2010)

Később az NWB és az SNDVB több szakaszát összevonták, ám a teljes fúziót meghiúsították az egykori k. k. priv. Pardubitz-Reichenberger Eisenbahn részvényesei.

## Az államosítás
Az állam már 1895-ben meg akarta vásárolni az ÖNWB-t, de ez évről évre halasztódott. Végül a kkStB 1895. október 15-én vette át az üzemeltetést az összes járművel. Az államosítás 1908. január 1-i visszamenőleges hatállyal történt. A véget 1911-ben felszámolták.
Az akkor az állam által átvett hálózat magába foglalta a garantált hálózat 627,95 km, és a kiegészítő hálózati 308,4 km-ét is. Kétvágányúra bővültek a Wien–Stockerau, Časlau–Leitmeritz és Schreckenstein–Tetschen szakaszokat.

## A vasúthálózat

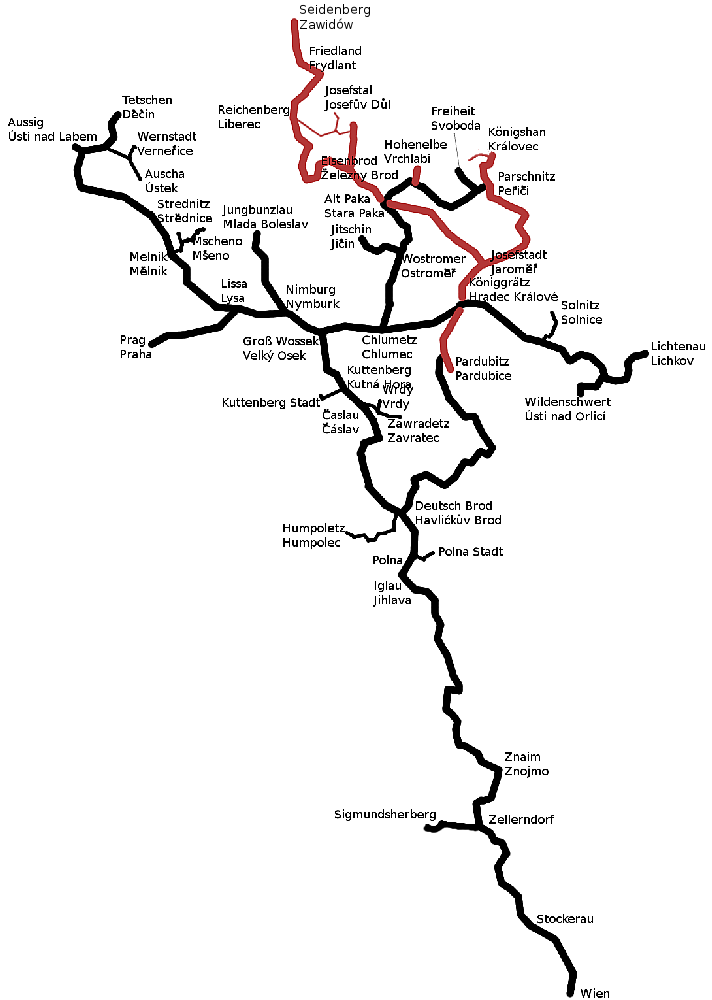
Das Streckennetz von ÖNWB (schwarz) und SNDVB (rot). Die im Betrieb der ÖNWB stehenden Lokalbahnen sind mit schmäleren Linien gekennzeichnet.

- Wien–Mittelgrund (*1870/1874) →Bahnstrecke Wien–Znojmo, Bahnstrecke Znojmo–Kolín, Bahnstrecke Kolín–Děčín
- Nimburg–Jungbunzlau (*1870)
- Groß Wossek–Parschnitz (*1870/1871)
- Wostromer–Jitschin (*1871)
- Deutschbrod–Pardubitz (*1871)
- Trautenau–Freiheit (*1871)
- Zellerndorf–Sigmundsherberg (*1872)
- Lissa–Prag (*1873)
- Korneuburg–Donaulände (*1874)
- Wildenschwert–Geiersberg (*1874)
- Chlumetz–Reichsgrenze nächst Lichtenau (*1873/1875)
- Wien–Donaukai (*1890)

## Más tulajdonosok üzemeltetett vonalai
- Lokalbahn Sedletz–Kuttenberg (1883–1905)
- Lokalbahn Großpriesen–Wernstadt–Auscha (ab 1890)
- Lokalbahn Častolowitz–Reichenau an der Kněžna–Solnitz (ab 1893)
- Lokalbahn Deutschbrod–Humpoletz (ab 1894)
- Lokalbahn Melnik–Mscheno (ab 1897)
- Lokalbahn Polna-Stecken–Polna Stadt (ab 1903)

## Mozdonyok és kocsik
| Az ÖNWB-sorozat és a KkStB számozás megfeleltetése 1909 | Az ÖNWB-sorozat és a KkStB számozás megfeleltetése 1909 |
| ------------------------------------------------------- | ------------------------------------------------------- |
| Ia                                                      | 201                                                     |
| Ib                                                      | 401                                                     |
| Ic,d                                                    | 301                                                     |
| IIa                                                     | –                                                       |
| IIb,c                                                   | 15                                                      |
| IIIa,b                                                  | 16                                                      |
| IVa,b                                                   | 133                                                     |
| Va                                                      | 35                                                      |
| Vb,c,d,e                                                | 151                                                     |
| VI                                                      | 271                                                     |
| VIIa,b,c,d,e                                            | 171                                                     |
| VIII                                                    | 389                                                     |
| IXa                                                     | 3.0                                                     |
| IXb                                                     | 4.0                                                     |
| Xa,b,c,d,e                                              | 163                                                     |
| XIa,b                                                   | 55                                                      |
| XIIa,b,c                                                | 102                                                     |
| XIII                                                    | 155                                                     |
| XIVa,b                                                  | 11                                                      |
| XV                                                      | 162                                                     |
| XVIb                                                    | 208                                                     |
| XVIIa,b                                                 | 460                                                     |
| XVIIc                                                   | 163                                                     |
| XVIId                                                   | 360                                                     |
| XVIII                                                   | 309                                                     |
| XIX                                                     | 209                                                     |

Amikor SNDVB a mozdonyok kapta érkezési beszerzési sorrendben folyamatosan beszámozta és elnevezte őket még ha az azonos volt az ÖNWB a mozdony számozásával is. Az 1872-es közös üzemeltetési megállapodás bevezette a közös számokat és számozási rendszert.
Nevek csak 1874-ig voltak hozzárendelve.
Csak az IIb és IIc sorozat mozdonyai kapták az IIa nevet.
A közös sémában a következő sorozatok voltak:
- Reihe I: gyorsvonati mozdonyok
- Reihe II: személyvonati SNDVB mozdonyok
- Reihe III: személyvonati ÖNWB mozdonyok
- Reihe IV: tehervonati SNDVB mozdonyok három kapcsolt tengellyel
- Reihe V: tehervonati ÖNWB mozdonyok három kapcsolt tengellyel
- Reihe VI: tehervonati] SNDVB mozdonyok négy kapcsolt tengellyel
- Reihe VII: tehervonati ÖNWB mozdonyok négy kapcsolt tengellyel
- Reihe VIII, IX és X: SNDVB és ÖNWB mellékvonali- és tolatómozdonyok von

A szállítás szerint a különböző mozdonygyárak további kisbetűs sorozatszámot adtak:
A számok eredeti rendeltetése:
- 1–100: személyvonati mozdonyok
- 101–200: tehervonati mozdonyok három kapcsolt tengellyel
- 301–: tehervonati mozdonyok négy kapcsolt tengellyel

A 200 fölötti számok a jövendő háromcsatlós, a 400 fölöttiek pedig a jövendő négycsatlós mozdonyoknak voltak fönntartva.
A Ct-X sorozat az 500 számot kapta
A 2C-személyvonati mozdonyok 601-től, a 2C-gyorsvonati mozdonyok 701-től kaptak számokat.
Ez volt a rendszer, de gyakran eltértek ezektől az irányelvektől.
A kisbetűs "a" jelölés ikergépezetű, a "b" pedig a kompaund mozdonyokat jelölte
A XVI sorozatban már csak kompaund gépek voltak, így már csak az „b” opció volt.
A táblázat az államosítás részeként végrehajtott újraszámozást mutatja be.

## Fordítás
- Ez a szócikk részben vagy egészben  az   Österreichische Nordwestbahn című német Wikipédia-szócikk fordításán alapul.  Az eredeti cikk szerkesztőit annak laptörténete sorolja fel. Ez a jelzés csupán a megfogalmazás eredetét és a szerzői jogokat jelzi, nem szolgál a cikkben szereplő információk forrásmegjelöléseként.